# Antônio Florêncio de Queiroz
Antônio Florêncio de Queiroz (Pau dos Ferros, 21 de março de 1926 - Rio de Janeiro, 10 de abril de 1991) foi contador, economista, empresário e político brasileiro. Foi eleito deputado federal pelo estado do Rio Grande de Norte por quatro legislaturas consecutivas, de 1971 a 1987, três vezes pela Aliança Renovadora Nacional e a última pelo Partido Democrático Social. Por seu envolvimento com a indústria salineira, ficou conhecido como o deputado do sal.

## Biografia

### Juventude
Nasceu em Pau dos Ferros, município do oeste potiguar, filho do agricultor e marchante João Florêncio de Queiroz (1885 - 1929) e de Francisca Alzira do Rego (1885 - 1963), e teve dez irmãos. Como seus pais eram de poucos recursos e a família, numerosa, Antônio teve que ajudar no orçamento familiar ainda criança, ainda mais depois que seu pai faleceu, quando Antônio contava três anos de idade. Sua mãe, porém, obrigou-o a frequentar a escola.
Na adolescência, trabalhou como ajudante de pedreiro com seu irmão José Florêncio de Queiroz, pedreiro e mestre de obras conceituado. Posteriormente, abandonou a profissão e passou a trabalhar para a firma Sociedade Anônima Mercantil Tertuliano Fernandes, em Mossoró, como auxiliar de serviços gerais, tendo sido depois transferido para trabalhar no escritório do Rio de Janeiro, então capital federal. Ali, deu continuidade a seus estudos, tendo se formado contador pela Academia de Comércio do Rio de Janeiro, em 1952, e bacharelando-se em Ciências Econômicas pela Faculdade de Ciências Políticas e Econômicas do Rio de Janeiro, em 1956.

### Empresário
De funcionário de serviços gerais, foi galgando promoções até chegar à presidência da firma que lhe dera a mão no início da sua vida profissional. Empresário, com largo conceito no setor industrial, voltou-se para o seu estado de origem, onde implantou várias fábricas e salinas, gerando emprego e renda para os seus conterrâneos. Daí foi angariando a simpatia e o reconhecimento dos seus conterrâneos, que o lançaram candidato a deputado federal. Sua eleição teve votação expressiva, principalmente na zona oeste do seu estado, sua terra natal.
Foi representante da Indústria Salineira do Rio Grande do Norte no Grupo de Trabalho criado pela SUDENE, em 1961, para estudar a reorganização das cheias daquele ano. Além disso foi também: membro do Conselho Fiscal da Confederação Nacional da Indústria (1968/1971); vice-presidente do Sindicato da Indústria de Extração do Sal do Rio Grande do Norte; representante da Indústria Salineira do Rio Grande do Norte no Grupo de Trabalho, criado pelo Presidente da República, junto ao Banco Nacional de Desenvolvimento Econômico e Social, para exame dos problemas pertinentes à produção, consumo, transporte e racionalização do sal, em 1965; executor do convênio firmado entre o Ministério dos Transportes e o Sindicato da Indústria de Extração do Sal no Estado do Rio Grande do Norte, pelo qual foi criada por lei a Comissão dos Terminais Salineiros; e Secretário Geral da Associação Brasileira de Extratores e Refinadores de Sal.

### O deputado do sal
Antônio Florêncio acreditava na fábrica de barrilha como capaz de amenizar a pobreza do Rio Grande do Norte, e para isto muito lutou. Foi o grande responsável pela execução do porto ilha de Areia Branca. Vislumbrava um porto marítimo em alto mar que teria a capacidade de, agilizando o carregamento de um navio, ajudar às indústrias na comercialização do sal. Essa operação, que antes demorava de quinze a trinta dias, dependendo da capacidade de carga do navio, com o advento do porto, passou a ser realizada em 24 horas. Foi o grande batalhador para que o asfaltamento da BR-405, espinha dorsal da região oeste do estado, se tornasse realidade. Via nessa rodovia o grande escoadouro das riquezas e produtos da região em que nascera, bem como sabia que aquela rodovia asfaltada iria trazer inúmeros benefícios ao povo da zona oeste do estado, uma vez que facilitaria em muito os deslocamentos, não só para as cidades em redor, mas, e principalmente, para Natal, a capital do estado.
O atual promissor mercado de camarão, com a criação em viveiros, e que tem o Rio Grande do Norte como o grande produtor nacional, gerando divisas para o país, originou-se no governo de Cortez Pereira, tendo o deputado Antonio Florêncio como o grande incentivador, que chegou, inclusive, a levar técnicos potiguares a adquirir know-how no Japão e nas Filipinas, à época grandes produtores de camarão.
Como parlamentar, exerceu igualmente várias funções: membro da Comissão Parlamentar de Inquérito destinada a apurar as causas do retardamento das soluções para o aproveitamento de combustíveis não derivados do petróleo; membro da comissão especial que prorrogou os mandatos dos Prefeitos e Vereadores, em 1980; membro da Comissão de Transportes, Comunicações e Obras Públicas e suplente da Comissão de Fiscalização Financeira e Tomada de Contas (1971); 4º Suplente da Mesa (1975/1977); Vice-Presidente (1973, 1978 e 1980) e membro (1975, 1979 e 1981) da Comissão de Ciência e Tecnologia; suplente da Comissão de Ciência e Tecnologia; suplente da Comissão de Agricultura e Política Rural (1983) da Câmara dos Deputados.

### Falecimento e posteridade
Antônio Florêncio faleceu aos 65 anos de idade, no Hospital Pró-Cardíaco do Rio de Janeiro, deixando viúva Neusa Casares de Queiroz e dois filhos: Maria Casares de Queiroz e Antonio Florencio de Queiroz Junior.
Foi homenageado por quase todos os municípios do Rio Grande do Norte; a mais célebre homenagem, porém, foi em Natal, onde seu nome foi dado a uma das artérias mais importantes da cidade, que dá acesso às praias do litoral sul, conhecida popularmente como rota do sol.

### Condecorações
- Medalha de Ouro de Personalidade do Ano na Indústria;
- Medalha Câmara Cascudo (1970);
- Grande Oficial, Ordem do Ipiranga, Estado de São Paulo.